# HMS Phoebe (43)
Pour les autres navires du même nom, voir HMS Phoebe.
Le HMS Phoebe est un croiseur léger de classe Dido en service dans la Royal Navy pendant la Seconde Guerre mondiale.

## Historique

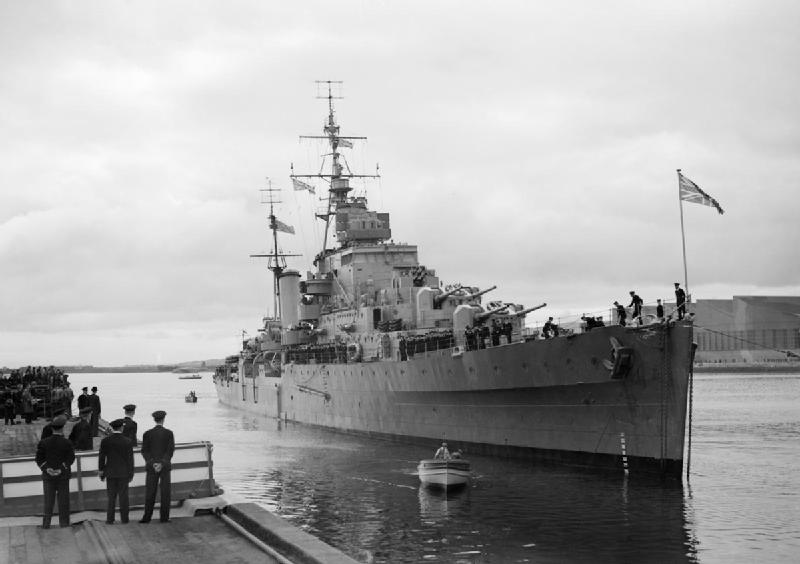
Le Phoebe arrivant au port de Belfast en 1942.

Après ses essais, il rejoint la Home Fleet, escortant des convois de troupes dans la zone du Moyen-Orient. En avril 1941, il est transféré dans le 7e escadron de croiseurs en Méditerranée. L'une de ses premières opérations fut l'évacuation des troupes de Grèce et de Crète, qui fut rapidement suivie par les débarquements en Syrie tout en transportant des troupes à destination et en provenance de Tobrouk.
Le 23 octobre 1942, le Phoebe est torpillé par le sous-marin allemand U-161 au large de l'estuaire du Congo, alors qu'il se dirigeait vers l'Afrique-Équatoriale française. Le navire qui se dirigeait vers Freetown, en Sierra Leone, dû se ravitailler à Pointe-Noire.
Après coup, une corvette arrivant dans le port empêcha le sous-marin d'achever le croiseur. Environ 60 membres d'équipage furent tués dans l'attaque (trois autres moururent du paludisme les jours suivants). Après des réparations provisoires, le Phoebe se rendit à New York pour des réparations complètes, naviguant sur 10 000 milles marins (19 000 km) avec un trou béant (18,3 m × 9,1 m) dans sa coque. Les réparations ne furent achevées qu'en juin 1943. En octobre 1943, il retourna en Méditerranée pour participer aux opérations égéennes.
En mai 1944, le Phoebe fut transféré dans l'Eastern Fleet et participa à des opérations de frappe contre les îles Andaman, Sabang, au nord de Sumatra et les îles Nicobar. En janvier 1945, il appuya des opérations amphibies en Birmanie et fut engagée dans des opérations contre Akyab, Ramree, au large de la côte d'Arakan et de l'île de Cheduba. En mai 1945, il fut impliqué dans l'assaut amphibie de Rangoun (opération Dracula).
Après la guerre, le Phoebe retourna au Royaume-Uni pour une remise en état avant d'opéré dans la Mediterranean Fleet pendant cinq ans. Au début de 1948, le croiseur transporta 40 Commando du Royal Marines à Haïfa, à la suite du retrait britannique de la Palestine mandataire, embarquant le 30 juin les dernières troupes encore présentes à terre. Après une mise en réserve, il fut vendu pour la ferraille en 1956.